# Superbulle de l'Écu
La superbulle de l'Écu (de l'anglais Scutum Supershell) est une grande superbulle visible dans la constellation de l'Écu de Sobieski, probablement générée par l'action combinée de l'explosion d'une ou plusieurs supernovae et du vent stellaire d'un groupe d'étoiles massives.
La cavité est principalement constituée d'hydrogène neutre (HI) et s'étend sur environ 5° de diamètre en un point situé à environ 6-7° du plan galactique. Grâce à sa vitesse radiale, une distance d'environ 3 400 pc (∼11 100 al) a été obtenue, correspondant à un diamètre réel d'environ 300 pc (∼978 al). La superbulle est donc située sur le bras Écu-Croix et présente une ouverture aux plus hautes latitudes galactiques, tandis qu'un pic d'émissions HI se produit à environ 12° de latitude galactique. Ce qui indique un processus d'expulsion de matière du plan galactique vers le halo. Les émissions visibles dans les bandes Hα et X indiquent que plusieurs phénomènes énergétiques sont présents dans cette région, capables de fournir l'énergie d'ionisation nécessaire.
Dans la direction de ce nuage aux hautes latitudes galactiques se trouve l'étoile HD 177989, une géante bleue de classe spectrale B0III et de magnitude apparente 9,34 située à environ 4 900 pc (∼16 000 al) du système solaire, soit 4 300 parsecs du centre galactique et environ 1 000 pc (∼3 260 al) du plan galactique. Sa position est donc au-delà du nuage associé à la superbulle de l'Écu. L'étude du spectre de cette étoile a révélé la présence d'une forte absorption par le gaz ionisé faisant partie du nuage expulsé par la superbulle,.